# Нептуналия
Нептуналия (на латински: Neptunalia) е фестивал в Древен Рим на 23 юли, празник в чест на Нептун, богът на водите, който трябва да се погрижи да не спре снабдяването с вода.